# Eritrichium borealisinense
Eritrichium borealisinense är en strävbladig växtart som beskrevs av Kitagawa. Eritrichium borealisinense ingår i släktet Eritrichium och familjen strävbladiga växter. Inga underarter finns listade i Catalogue of Life.